# برای‌همیشه (ترانه ورونیکاس)
«برای‌همیشه» (به انگلیسی: 4ever) ترانه‌ای به‌نویسندگی و تهیه‌کنندگی مکس مارتین و لوکاز گوتوالد می‌باشد که در نخستین آلبوم استودیویی ورونیکاس تحت عنوان زندگی مخفی... (۲۰۰۷) قرار دارد و در ۱۵ اوت سال ۲۰۰۵ در استرالیا در قالب سی‌دی در دسترس قرار گرفت. 